# Suetsky (huyện)
Huyện Suetsky (tiếng Nga: Суетский райо́н) là một huyện hành chính tự quản (raion), của Vùng Altai, Nga. Huyện có diện tích 1090 km², dân số thời điểm ngày 1 tháng 1 năm 2000 là 13500 người. Trung tâm của huyện đóng ở Verkh Suetka.

## Địa lý
Quận Suetsky nằm ở phía tây bắc của khu vực. Nó giáp ở phía tây bắc và phía bắc - với Khabarsky , ở phía bắc - với Pankrushikhinsky , ở phía đông bắc và phía đông - với Baevsky , ở phía nam - với Blagoveshchensky , ở phía tây - với các vùng Slavgorod .
Bức phù điêu được thể hiện bằng một đồng bằng hơi nhấp nhô. Đất thịt pha cát màu nâu và thịt nhẹ là đá mẹ của đất trên các cao nguyên và sườn núi, và đất sét chứa muối trong các thung lũng sông. Ở những nơi cao, đất thuộc loại chernozem , ở những nơi thấp và thung lũng sông, đất thuộc loại solonetzic và đầm lầy.
Khí hậu là lục địa. Nhiệt độ dao động mạnh và thường xuyên (từ -50 độ vào mùa đông đến +40 độ vào mùa hè), không khí khô, lượng mưa thấp (285 mm mỗi năm), gió khô nóng, mùa đông khắc nghiệt với ít tuyết, mùa hè nóng, cuối mùa xuân và đầu mùa xuân sương giá mùa thu.
Các con sông Suetka và Makarikha chảy qua địa phận của huyện , có các hồ Chistoye và Sataninskoye.
Hệ thực vật rất đa dạng: cây chiếm ưu thế: bạch dương, dương, dương; cây bụi có quả mọng có giá trị: cây kim ngân hoa, cây hắc mai biển, hoa hồng dại, nho; có nhiều loại quả thân thảo: dâu tây, quả hạch. Nấm mọc trong các chốt: nấm rơm, boletus, boletus, champignons và những loại khác. Có những cây thuốc: buret được ghi nhận ở những điểm nhỏ trên đồng cỏ dọc theo sông Suetka, cỏ lau thông thường được tìm thấy ở đồng cỏ thảo nguyên và vùng ngoại ô của chốt, yarrow hiếm khi được tìm thấy ở vùng ngoại ô của chốt, hoa hồng dại và nho đen đã được tìm thấy trong lớp cây bụi của chốt, chuối cam thảo, marshmallow, tansy, sage. Các loài linh trưởng đã được bảo tồn dọc theo các chốt: quên tôi, adonis, hải quỳ và trên các hồ ngập nước - hoa loa kèn nước màu trắng và vàng. Khô, thường bị cháy vào mùa hè nóng bức, các khu vực được sử dụng để chăn thả gia súc, cho các cánh đồng cỏ khô - những khu vực ẩm ướt hơn,
Hươu, chó sói, nai sừng tấm, thỏ rừng, chuột chũi, sóc đất, chuột nhắt, nhím, chuột xạ hương sống giữa các loài động vật. Trên đồng bằng, các loài chim như chim chiền chiện, chim sơn ca, chim đồng cỏ và đầm lầy, chim cút là phổ biến, lăn và chim cuốc định cư dọc theo các dầm và khe núi, có rất nhiều loài vịt khác nhau trên hồ: chim cuốc, chim sơn ca, cũng như chim sáo. Demoiselle sếu, diệc, shelduck, gyrfalcon, thiên nga whooper sống gần hồ Kulunda . Quạ, chim ác là, quạ, sáo, chim cu gáy, chim sẻ và những loài khác làm tổ trong các chốt và đai rừng.
Trên lãnh thổ của huyện có một khu bảo tồn phức hợp tự nhiên có ý nghĩa khu vực "Suetsky", được tạo ra để bảo tồn khu phức hợp tự nhiên, bảo vệ môi trường sống tự nhiên của động vật và duy trì sự cân bằng sinh thái của khu vực.

## Lịch sử
Quận Suetsky được thành lập ngày 15 tháng 1 năm 1944 từ 8 hội đồng làng của quận Znamensky và 1 hội đồng làng của quận Khabarsky  . Năm 1963, huyện bị bãi bỏ. Năm 1989, nó được thành lập lại như một phần của Lãnh thổ Altai với chi phí là một phần lãnh thổ của các vùng Khabar và Blagoveshchensk.

## Dân số
| 1959   | 1996   | 1997   | 1998   | 1999   | 2000   | 2001    | 2002   | 2003   | 2004   |
| ------ | ------ | ------ | ------ | ------ | ------ | ------- | ------ | ------ | ------ |
| 17 721 | ↘ 7400 | ↘ 7100 | → 7100 | → 7100 | → 7100 | → 7100  | ↘ 6900 | ↘ 6709 | ↘ 6472 |
| 2005   | 2006   | 2007   | 2008   | 2009   | 2010   | 2011    | 2012   | 2013   | 2014   |
| ↘ 6226 | ↘ 6071 | ↘ 5879 | ↘ 5685 | ↘ 5543 | ↘ 5120 | ↘5088 _ | ↘ 4933 | ↘ 4801 | ↘ 4654 |
| 2015   | 2016   | 2017   | 2018   | 2019   | 2020   | 2021    |        |        |        |
| ↘ 4535 | ↘ 4481 | ↘ 4455 | ↘ 4350 | ↘ 4257 | ↘ 4184 | ↘ 3496  |        |        |        |

| Quốc tịch        | Đàn ông | Phụ nữ | Tổng cộng | %    |
| ---------------- | ------- | ------ | --------- | ---- |
| người Nga        | 2536    | 2873   | 5409      | 80   |
| người Đức        | 323     | 293    | 616       | 9.11 |
| người Ukraine    | 205     | 300    | 505       | 7,47 |
| người Armenia    | 37      | 39     | 76        | 1.12 |
| người Chechnya   | 16      | 11     | 27        | 0,4  |
| người Belarus    | 12      | 14     | 26        | 0,38 |
| người Kazakhstan | 10      | 10     | 20        | 0,29 |
| người Hy Lạp     | 5       | 6      | 11        | 0,16 |
|                  | 3 184   | 3 576  | 6 760     | 100  |

## Đơn vị hành chính
Quận Suetsky, trong khuôn khổ cấu trúc hành chính-lãnh thổ của khu vực, cho đến năm 2022 được chia thành 5 đơn vị hành chính-lãnh thổ - 5 hội đồng làng  .
Là một phần của tổ chức chính quyền tự trị địa phương vào năm 2003, tại quận thành phố Suetsky mới thành lập , 7 đô thị được thành lập với tư cách là một khu định cư nông thôn , tương ứng với các hội đồng làng  .
Vào năm 2011, với tư cách là một thành phố và là một thực thể hành chính-lãnh thổ, Hội đồng làng Beregovoy đã bị bãi bỏ bằng cách được đưa vào Hội đồng làng Verkh-Suetsky  . Tháng 12 năm 2015 - Tháng 1 năm 2016 hội đồng làng Ilyichevsk cũng bị bãi bỏ do được đưa vào hội đồng làng Nizhnesuetsky  .
| Hội đồng thôn nhiệm kỳ 2016 đến 2022 | Hội đồng thôn nhiệm kỳ 2016 đến 2022 | Hội đồng thôn nhiệm kỳ 2016 đến 2022 | Hội đồng thôn nhiệm kỳ 2016 đến 2022 | Hội đồng thôn nhiệm kỳ 2016 đến 2022 | Hội đồng thôn nhiệm kỳ 2016 đến 2022 |
| STT                                  | Tên                                  | Trung tâm hành chính                 | Số khuđịnh cư                        | Dân số (người)                       | Diện tích (km²)                      |
| ------------------------------------ | ------------------------------------ | ------------------------------------ | ------------------------------------ | ------------------------------------ | ------------------------------------ |
| 1                                    | Hội đồng làng Alexandrovsky          | làng Alexandrovka                    | 3                                    | ↘ 585                                | 144.08                               |
| 2                                    | Hội đồng làng Boron                  | làng Boronsky                        | 3                                    | ↘ 277                                | 194.03                               |
| 3                                    | Hội đồng làng Verkh-Suetsky          | Làng Verkh-Suetka                    | 4                                    | ↘ 2207                               | 332.87                               |
| 4                                    | Hội đồng làng Nizhnesuetsky          | ngôi làng Nizhnyaya Suetka           | 4                                    | ↘ 1031                               | 437.20                               |

Vào năm 2022, tất cả các hội đồng làng còn lại của quận đã bị bãi bỏ, trong khi quận thành phố được chuyển thành quận thành phố quận Suetsky  .

## Kinh tế
Hướng chính của nền kinh tế là nông nghiệp. Trong quá trình phát triển sản xuất nông nghiệp, hai xu hướng chính đang được thúc đẩy - chuyển dịch sản xuất nông nghiệp sang hộ gia đình và tăng cường chuyên môn hóa chủ yếu là trồng trọt của các doanh nghiệp nông nghiệp và trang trại nông dân. Có 5 doanh nghiệp nông nghiệp hoạt động trên đất: SHPK "Tavrichesky", SPK "Oktyabrsky", SKHA "Dobrovolsky", trang trại tập thể được đặt theo tên. Telman, SPK "Suetsky" và 28 KFH.
Trên địa bàn huyện có 4 xí nghiệp công nghiệp nhỏ do tư nhân làm chủ đã đi vào hoạt động từ năm 2003-2004 . Đây là LLC "bột Altai", một nhà máy gạch, một cửa hàng giết mổ, một cửa hàng chế biến hạt hướng dương . Trong sự năng động trong những năm qua, có sự gia tăng trong tất cả các loại sản phẩm được sản xuất.